# Chlidanthus soratensis
Chlidanthus soratensis är en amaryllisväxtart som först beskrevs av John Gilbert Baker, och fick sitt nu gällande namn av Pierfelice Ravenna. Chlidanthus soratensis ingår i släktet Chlidanthus och familjen amaryllisväxter.
Artens utbredningsområde är Bolivia. Inga underarter finns listade i Catalogue of Life.